# Macmillan Publishers
Macmillan Publishers (auch Macmillan and Company) ist ein 1843 in London gegründeter Verlag. Wie der ehemals selbständige gleichnamige US-Verlag gehört er heute zur Verlagsgruppe Georg von Holtzbrinck.
Die Gründer waren 1843 die Brüder Daniel MacMillan, der den kaufmännischen Bereich verantwortete, und Alexander MacMillan (1818–1896), der das literarische Programm betreute. Beide kamen aus Schottland (Daniel von der Insel Arran) und waren zunächst Buchhändler in London, veröffentlichten aber schon ab 1844 Bücher mit pädagogischem Inhalt. Sie hatten zunächst noch einen Kompagnon, fungierten aber nach dessen Ausscheiden ab 1850 unter Macmillan and Company. Im 19. Jahrhundert veröffentlichten sie Werke unter anderem von Charles Kingsley, Thomas Hughes, Francis Turner Palgrave, Christina Rossetti, Matthew Arnold, Lewis Carroll, Alfred Tennyson, Thomas Hardy und Rudyard Kipling. Ende des Jahrhunderts waren sie einer der bedeutendsten Verlage in Großbritannien. Später kamen als Autoren unter anderem noch Rabindranath Tagore, John Maynard Keynes, Margaret Mitchell und C. P. Snow dazu.
Darüber hinaus veröffentlichten sie das Grove Dictionary of Music and Musicians und die Zeitschrift Nature.
Ab 1869 verfügte der Verlag zudem über eine Zweigstelle in New York City, die 1896 an die Familie Brett verkauft wurde – George Edward Brett war ein Handelsvertreter für Macmillan, der für die Firma die Zweigstelle in den USA aufgebaut hatte – und die danach als Macmillan Publishers (auch Macmillan Company) selbstständig wurde. Die Besitzer der beiden Verlage blieben aber miteinander befreundet. Als sie 1954 wieder im US-Markt aktiv wurden, benutzten sie den Namen St. Martin’s Press. Die US-Gruppe Macmillan wurde von Robert Maxwell erworben und 1994 an die Verlagsgruppe Simon & Schuster verkauft, die den Namen 1998 an die Mediengruppe Pearson weiterverkaufte. Von diesen erwarb Holtzbrinck im Jahr 2001 den Namen und bündelte darunter seine US-Aktivitäten. Darunter waren auch Macmillan Education, das im Jahr 2015 mit anderen Verlagsteilen von Holtzbrinck in Springer Nature eingebracht wurde.
1995 übernahm die Verlagsgruppe Georg von Holtzbrinck mit 70 Prozent die Mehrheit und 1999 den Rest. 2015 wurde Macmillan Science and Education mit Springer Science+Business Media unter dem Dach von Springer Nature zusammengefasst, die im Besitz von Holtzbrinck und der Londoner Investmentfirma BC Partners sind.

## Trivia
Aus dem Familienunternehmen stammte der Premierminister Harold Macmillan. Er war 1920 bis 1930 Juniorpartner und während seiner Oppositionszeit 1945 bis 1951 sowie nach seinem Ruhestand 1965 bis zu seinem Tod 1986 (als Chairman) im Verlag tätig.